# Machaeropteris acutipennis
Machaeropteris acutipennis är en fjärilsart som beskrevs av Walker 1863. Machaeropteris acutipennis ingår i släktet Machaeropteris och familjen äkta malar. Inga underarter finns listade i Catalogue of Life.